# Хорст Щьормер
Хорст Лудвиг Щьормер (на немски: Horst Ludwig Störmer) е германско-американски физик, носител на Нобелова награда за физика за 1998 г. „за откритието на нова форма на квантовата течност с дробно заредени възбуждания“

## Биография
Роден е на 6 април 1949 г. във Франкфурт, Германия. От 1978 г. работи в Bell Labs, където през 1982 г., заедно с Даниъл Ци, открива дробния квантов ефект на Хол. За своето откритие те, заедно с Робърт Лафлин, получават Нобелова награда за физика през 1998 г.